# Trachelas roeweri
Trachelas roeweri är en spindelart som beskrevs av Lawrence 1938. Trachelas roeweri ingår i släktet Trachelas och familjen flinkspindlar. Inga underarter finns listade i Catalogue of Life.